# Maximilian Müller
Maximilian (Max) Müller (født 11. juli 1987) er en tysk hockeyspiller, der i en periode var anfører på det tyske landshold. 
Som ung spillede han for Nürnberger HTC og var med til at vinde fire tyske ungdomsmesterskaber med holdet, og han fik han 64 kampe på de tyske ungdomslandshold, inden han blev indkaldt til A-landsholdet i 2005 som attenårig. Han fik sin første A-landskamp 29. november 2007 og spillede herefter 188 kampe frem til 2014, hvor han indstillede sin landsholdskarriere efter World Cup dette år.
I denne periode var han med til at vinde medaljer ved en række store turneringer for det tyske hold. Allerede i sin første turnering var han med til at vinde Champions Trophy, og året efter var han på det tyske hold ved OL 2008 i Beijing, hvor Tyskland blev nummer to i indledende pulje. I semifinalen vandt de over Holland efter straffeslag, mens de i finalen sikrede sig guldet efter en sejr på 1-0 over Spanien, der fik sølv, mens Australien fik bronze.
De følgende år var han med til at vinde sølv ved Champions Trophy i 2009 og sølv ved World Cup i 2010 samt VM-guld (indendørs) i 2011. Ved OL 2012 i London skulle de forsvare det olympiske mesterskab. Det lykkedes for tyskerne, idet de indledte med at blive nummer to i deres pulje, hvorpå de i semifinalen besejrede Australien 4-2, inden de sikrede sig OL-guldet med sejr på 2-1 i finalen over Holland, mens Australien blev nummer tre.